# Sant Francesc de Vic
Sant Francesc va ser un convent de franciscans i més tard dominic establert a la ciutat de Vic enderrocat al segle xvii. Els framenors van arribar a Vic el 1225, any en què van rebre una donació d'un terreny per edificar un monestir a prop de la capella de Santa Eulàlia. El 1270 van traslladar el convent a l'actual Carrer Sant Francesc. El 1567 els monjos conventuals van cedir l'espai als observants, que ja comptaven amb el monestir de Sant Tomàs de Riudeperes. Els observants van cedir l'edifici als dominics, que hi van romandre fins al segle xvii, quan s'enderrocà l'edificació.